# For Love of Ivy
For Love of Ivy (bra Um Homem para Ivy) é um filme britânico de 1968, do gênero comédia dramático-romântica, dirigido por Daniel Mann e estrelado por Sidney Poitier e Abbey Lincoln.
For Love of Ivy foi o primeiro filme de Hollywood a retratar, de forma madura, o relacionamento romântico entre um casal de negros.
O filme recebeu uma indicação ao Oscar, pela canção título, de autoria de Quincy Jones e Bob Russell.

## Sinopse
Jack Parks é um executivo do ramo de transportes que dirige ilegalmente um cassino itinerante em um de seus caminhões. Ivy Moore é a competente empregada doméstica em uma rica propriedade de brancos. Para ter certeza de que Ivy não vai demitir-se do emprego, seu patrão Frank Austin chantageia Jack, obrigando-o a cortejá-la. Ele acaba por apaixonar-se por ela e tudo vai bem até Ivy descobrir que Jack não é quem diz ser. Chega, então, aquele momento em que todos ficam infelizes, até que sobrevenha a catarse final.

## Principais premiações
| Patrocinador                                            | Prêmio       | Categoria                                                                                         | Resultado         |
| ------------------------------------------------------- | ------------ | ------------------------------------------------------------------------------------------------- | ----------------- |
| Academia de Artes e Ciências Cinematográficas           | Oscar        | Melhor canção original                                                                            | Indicado          |
| Associação de Correspondentes Estrangeiros de Hollywood | Golden Globe | Melhor ator coadjuvante - cinema (Beau Bridges) Melhor atriz coadjuvante - cinema (Abbey Lincoln) | Indicado indicado |

## Elenco
| Ator/Atriz       | Personagem   |
| ---------------- | ------------ |
| Sidney Poitier   | Jack Parks   |
| Abbey Lincoln    | Ivy Moore    |
| Beau Bridges     | Tim Austin   |
| Nan Martin       | Doris Austin |
| Lauri Peters     | Gena Austin  |
| Carroll O'Connor | Frank Austin |
| Leon Bibb        | Billy Talbot |